# Грозаска
Грозаска (рум. Grozasca) — село в Унгенському районі Молдови. Входить до складу комуни, адміністративним центром якої є село Флоріцоая-Веке.

## Населення
За даними перепису населення 2004 року у селі проживала 741 особа.
Національний склад населення села:
| Національність       | Кількість осіб | Відсоток |
| -------------------- | -------------- | -------- |
| молдавани            | 719            | 97,0%    |
| українці             | 21             | 2,8%     |
| інша / без відповіді | 1              | 0,1%     |
| Всього               | 741            | 100%     |